# Gribovskij G-8
Gribovskij G-8 (rusky: ГРИБОВСКИЙ Г-8) bylo jednomístné sportovní a cvičné letadlo navržené a postavené v Sovětském svazu začátkem 30. let. Letoun byl určen pro přeškolování pilotů na vojenské stroje.

## Vznik a vývoj
V roce 1930 byl V. K. Gribovskij, úspěšný konstruktér kluzáků, uveden do funkce ředitele Moskevské letecké školy. Tato škola, kterou vlastnil Osoaviachim (Осоавиахим, později DOSAAF) byla původně umístěna na Frunzeho ústředním letišti v Moskvě, kde její existence byla v té době významně "narušována" sousedstvím dalších „důležitějších“ organizací. Nově přijatý náčelník školy proto začal svou činnost hledáním nového umístění. V roce 1931 nedaleko obce Tušino (Тушино, nyní součást Moskvy) nalezl vhodné místo, kde v roce 1935 vzniklo letiště Moskva-Tušino a byl zde založen ústřední aeroklub, který se stal centrem sportovního letectví SSSR.
Gribovskij navrhl tento letoun v roce 1929. Vlastní stavba se uskutečnila v dílnách Moskevské letecké školy Osoavichim v roce 1931. Lehký výcvikový, sportovní letoun G-8 absolvoval první let s motorem Walter NZ-60 v listopadu 1931. Letounu G-8 vybaveném motorem Waller o výkonu 44 kW/60 byla naměřena maximální rychlost 160 km/h. V srpnu 1932 letadlo prošlo celým letovým zkušebním cyklem s pozitivním hodnocením stability a ovladatelnosti, po kterém bylo rozhodnuto jej otestovat na dlouhém letu naplánovaném na září. Pilot D. Košic uskuteční v tomto letadle propagandistický let dlouhý 5 200 kilometrů za deset dní podél celého SSSR.
V roce 1934 byl tento letoun osazen sedmiválcovým motorem Walter NZ-85.
Gribovskij byl důsledným zastáncem dolnoplošníků, ale přece tuto linii přerušil. Hned u následujícího letounu Gribovskij G-10 (1933) se uvedl s lehkým vyztuženým hornoplošníkem.

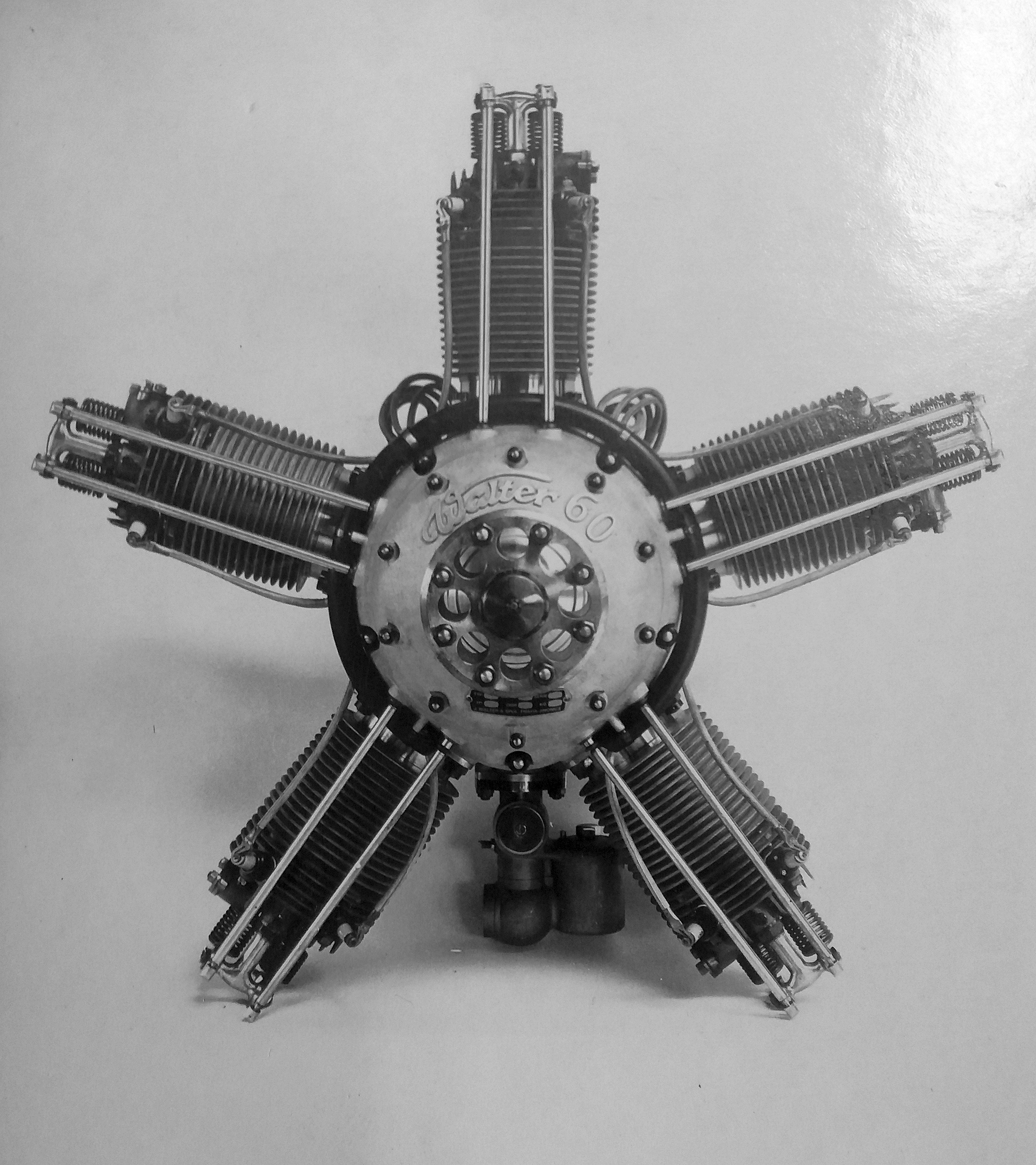
Walter NZ-60

## Popis letounu
G-8 byla Gribovského již třetí konstrukce po strojích G-4 a G-5 (1929). Byl to - jako předchozí letouny - lehký jednomístný, jednomotorový dolnoplošník. Této konstrukce se Gribovskij držel i následujících letech, kdy vyvinul dolnoplošníky: dvoumístné, turistické G-15 (1934) a G-20 (1935).
Letoun G-8 byl jednoduchý samonosný jednoplošník převážně dřevěné konstrukce. Křídlo, zapuštěné do spodní části trupu, bylo dvounosníkové, náběžná hrana byla z překližky o tloušťce 1,5-2 mm, zbytek povrchu byl potažen plátnem. Křídlo bylo zapuštěné do spodní části trupu, což bylo typické pro všechny Gribovského letouny. Zaoblený trup byl rovněž ze dřeva s plátěným potahem. Kokpit pilota na úrovni odtokové hrany křídla byl otevřený a chráněný jen s malým štítem.
Motor byl v zúžené přídi, jeho válce vystupovaly z povrchu přídě, aby byly vystaveny chlazení vzduchem. G-8 měl pevný, beznápravový dvoukolový podvozek s rozchodem kol 1,6 m a vzadu ostruhu. Kola byla na V-vzpěrách zavěšených ke středu spodní části trupu. Každé kolo mělo odkryté svislé rameno tlumiče kmitů.

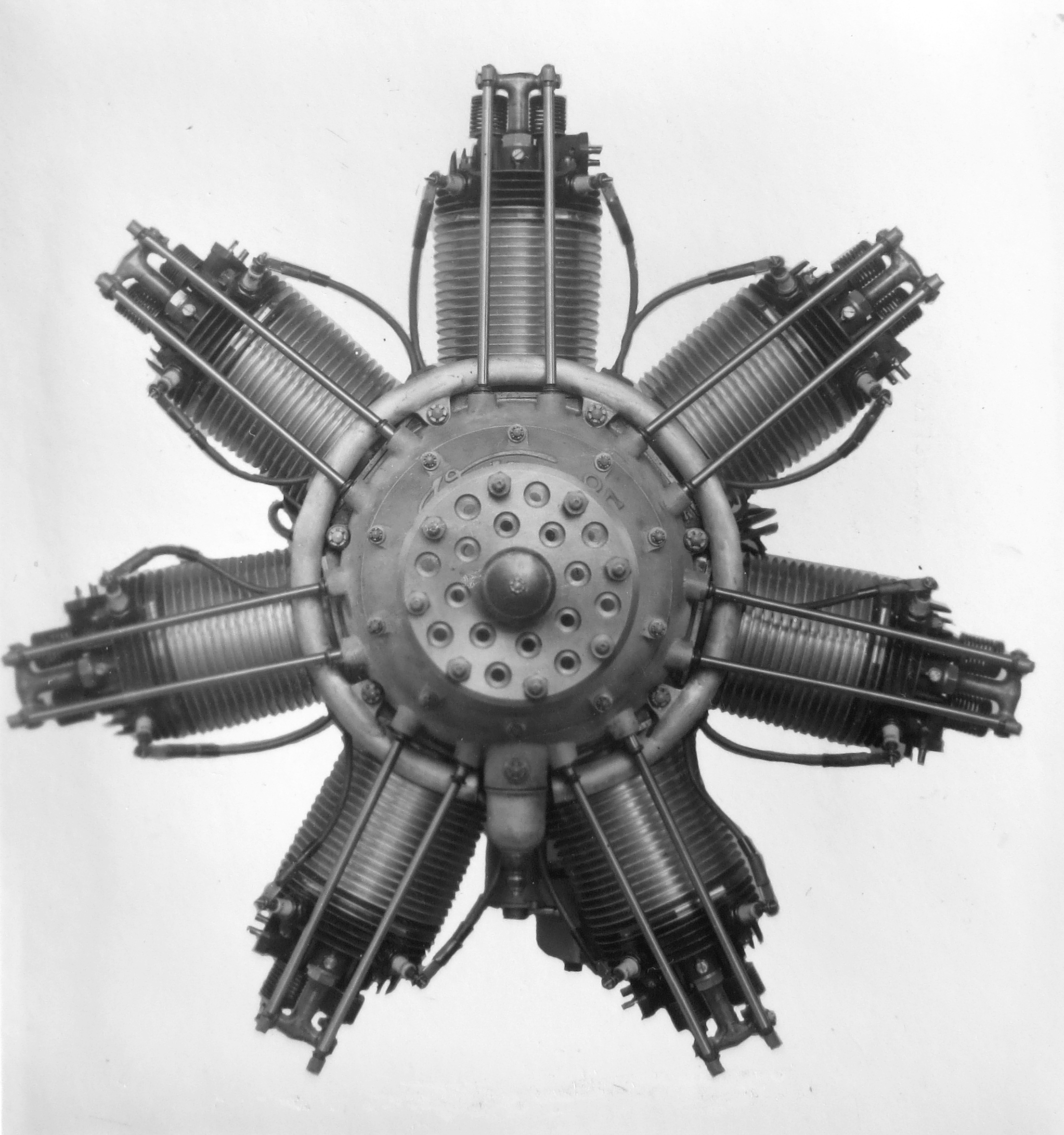
Walter NZ-85

## Použití
Letoun v roce 1932 úspěšně složil letové zkoušky a byl zanesen do sovětského leteckého rejstříku s imatrikulací CCCP-S141. Plánovaný let na září 1932 se uskutečnil a byl ukončen v následujícím měsíci. Pilot D. A. Košic (Кошиц) na G-8 se vydal na velkou kampaň asi 5 200 km dlouhou po trase Moskva-Gorkyj-Kazaň-Stalingrad-Rostov na Donu-Koktebel na Krymu-Simferopol-Zaporoží-Kyjev-Charkov-Orel a zpět do Moskvy. Z plánované trasy byla za 10 dnů prolétnuta valná část (4 500 km), ale do Moskvy letoun nedoletěl. V blízkosti Charkova kvůli chybnému přepínání palivových nádrží Košic havaroval. V důsledku tohoto nouzového přistání letadlo rozbil a již nebylo opraveno.
V roce 1934 byl postaven nový G-8 s motorem Walter NZ-85, který pak používal stejnou imatrikulaci CCCP-S141. Na letouny byly použity modernější materiály, v důsledku čehož vzletová hmotnost byla snížena o 15 kg.

## Uživatelé

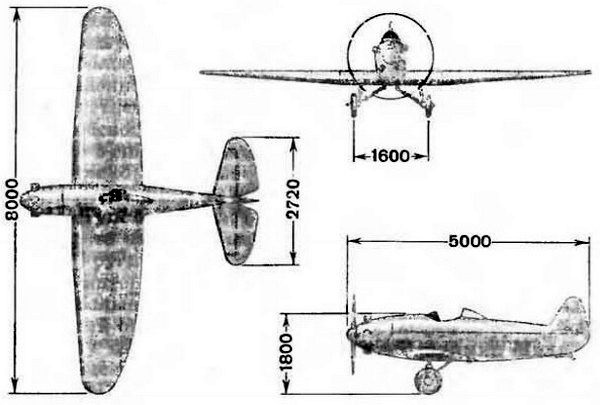
Gribovskij G-8 (skica)

- Sovětský svaz
  - Osoaviachim (DOSAAF)

## Specifikace
Údaje dle

### Technické údaje
- Posádka: 1 pilot
- Rozpětí křídla: 8,00 m
- Délka: 5,00 m
- Výška: 1,80 m
- Nosná plocha: 9,00 m2
- Plošné zatížení: 53,6 kg/m2
- Hmotnost prázdného letounu: 320 kg (NZ-60), 325 kg (NZ-85)
- Vzletová hmotnost: 483 kg (NZ-60), 468 kg (NZ-85)
- Pohonná jednotka: vzduchem chlazený hvězdicový pětiválcový motor Walter NZ-60, později sedmiválcový motor Walter NZ-85
  - nominální výkon: 60 k (44 kW) při 1400 ot/min (NZ-60), 85 k (62,5 kW) při 1400 ot/min (NZ-85)
  - vzletový výkon: 75 k (55 kW) při 1750 ot/min (NZ-60), 100 k (73,5 kW) při 1750 ot/min (NZ-85)
- Vrtule: dřevěná, dvoulistá vrtule s pevnými listy

### Výkony
- Maximální rychlost: 150 km/h (NZ-60) 200 km/h (NZ-85)
- Cestovní rychlost: 125 km/h (NZ-60), 150 km/h (NZ-85)
- Minimální rychlost: 80-85 km/h
- Dolet: 550 km
- Vytrvalost: 4 h
- Dostup: 3 000 m (NZ-60), 5 000 m (NZ-85)
- Stoupavost: 143 m/min, do 1000 m 7 min., do 2 000 m 18 min., do 3 000 m 24 min.